# قص الورق الصيني
قد يعود تاريخ فن قص الورق (باللغة الصينية: 剪紙؛ بينيين: jiƎnzhƐ) في الصين إلى القرن الثاني الميلادي، عندما اخترع الورق تساي لون، مسؤول البلاط في أسرة هان الشرقية.

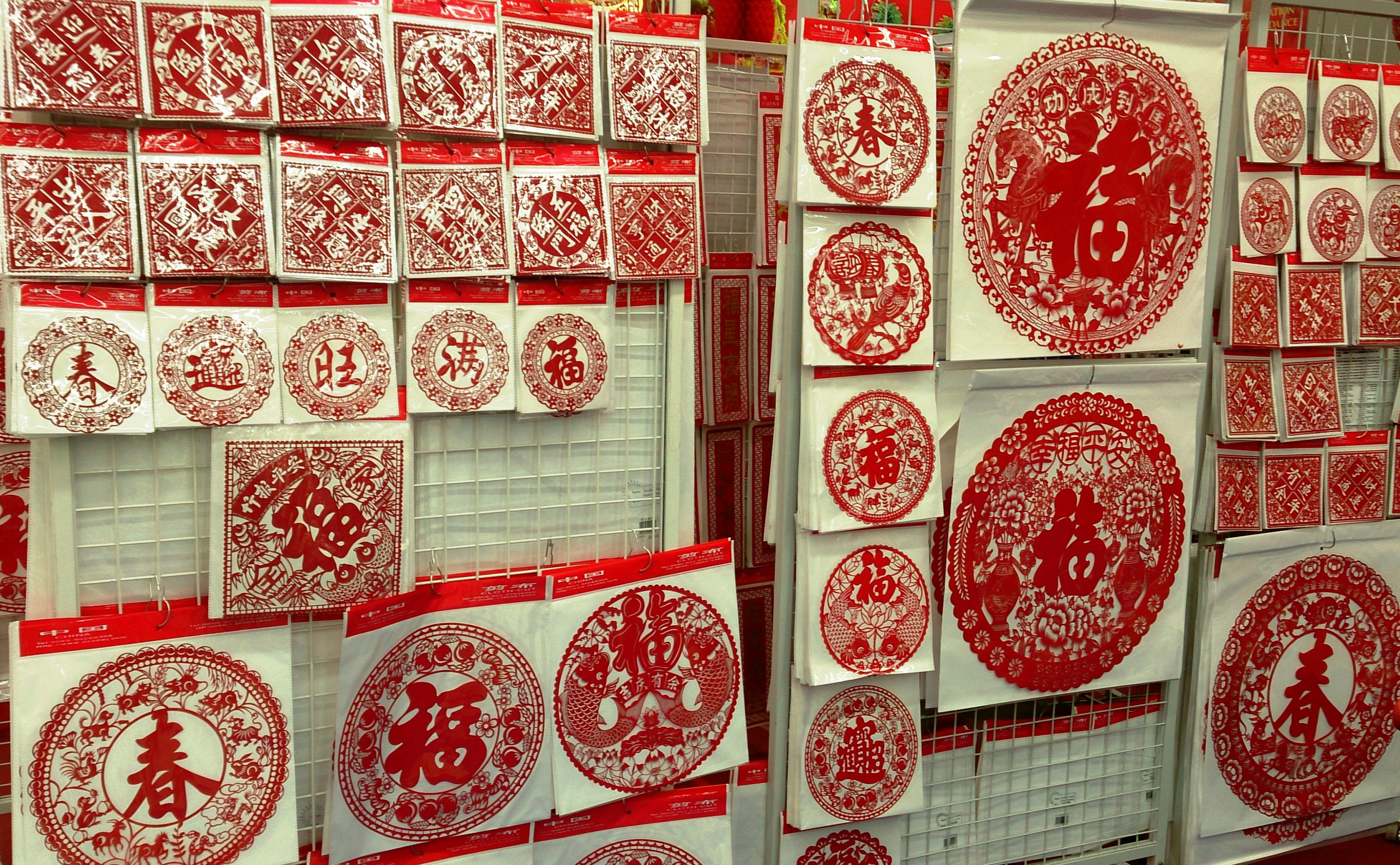
قصاصات ورق صينية في أحد المتاجر.

يعد قص الورق الصيني فنًا صينيًا تقليديًا عزيزًا يعود تاريخه إلى وقت تطوير الورق. أصبح قص الورق شائعًا كوسيلة لتزيين الأبواب والنوافذ حيث أصبح الورق متاحًا بشكل أكبر. يتم إنشاء تصميمات القص المتقنة هذه باستخدام مقص أو سكاكين فنية ويمكن أن تشمل مجموعة متنوعة من الأشكال، مثل الرموز والحيوانات.